# 耐克滑板

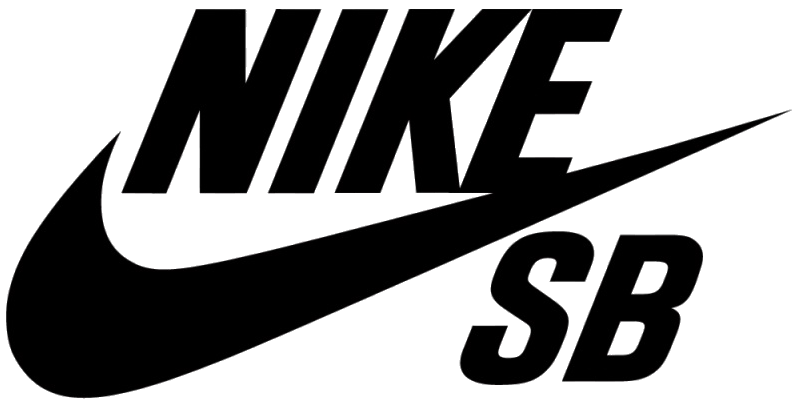
Nike SB logo

Nike Skateboarding，又称Nike SB,系美国运动用品公司耐克生产的滑板鞋以及相关服饰、装备系列，该系列分为两条产品线，分别为Nike Dunk SB和Nike Tennis SB。

## 历史
1997年，耐克开始生产自己的滑板鞋系列，但无法出售给许多专业滑板鞋店，因为市场已经被DC，Globe，eS Footwear，Emerica和范斯等公司占据。滑板圈中不将耐克视为核心滑板品牌，以至于没有得到滑板玩家们的认同。
2000年，耐克推出了"SB"品牌。并发布了Nike SB Dunk Low。

## 相关产品
Nike Dunk SB是Nike复刻Nike Dunk系列并进行了改进的滑板运动鞋。

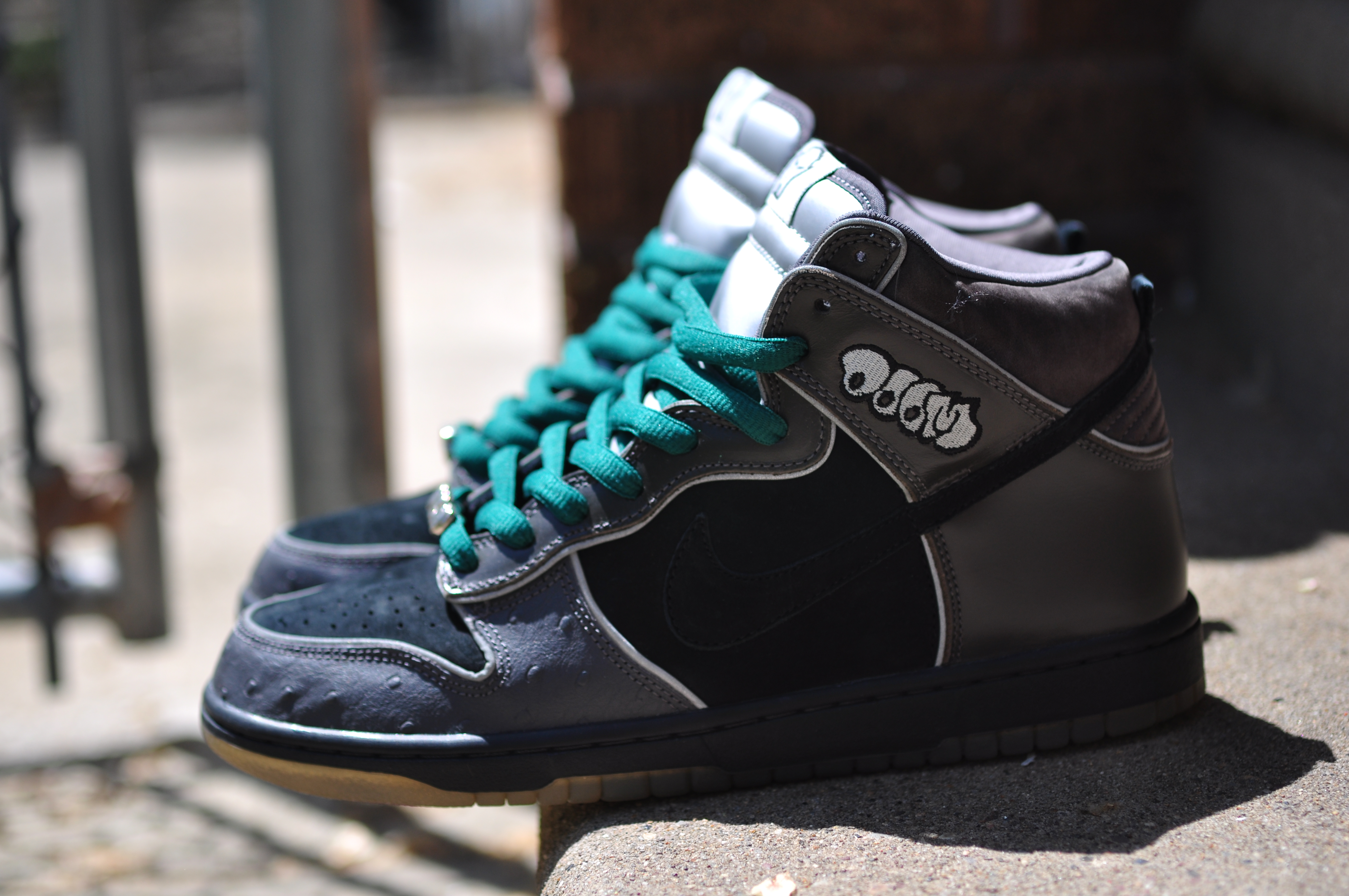
Nike SB Dunk High MF Doom

Nike Blazer也推出过相应SB款式

## 外部連結
- 耐克滑板的X（前Twitter）
- Nike Skateboarding的Instagram帳戶 （页面存档备份，存于）